# Oude kopercultuur
De oude kopercultuur (Engels: Old Copper Complex of Old Copper Culture) bestond uit precolumbiaanse samenlevingen in Noord-Amerika waarvan bekend is dat ze op grote schaal gedegen koper produceerden en gebruikten voor wapens en gereedschappen. Het archeologische bewijs van smelten of legeren is onderhevig aan enige discussie, en algemeen wordt aangenomen dat objecten koud in vorm werden gesmeed. Artefacten van sommige van deze sites zijn gedateerd van 9.500 tot 3000 BP. Sommige archeologen zijn daarnaast overtuigd van de bewijzen voor het gieten van metaal bij de latere Hopewell en Mississippi-culturen.

## Westelijke Grote Meren
Het oude kopercomplex van de westelijke Grote Meren is het bekendste en dateert al van 9.500 jaar BP. Inwoners van het Grote Merengebied tijdens de archaïsche periode vonden 99% puur koper in de buurt van Lake Superior, in aderen die het oppervlak raken en in klompjes van grindbedden. Grote groeves bevonden zich op Isle Royale, het Keweenaw-schiereiland en de Brule-rivier, en koper werd ook elders door ijstijdgletsjers afgezet. Bewijs van mijnbouw, in de vorm van diepe gaten die in de rots werden gehouwen, zijn te vinden in Ontario, Manitoba en rond Lake Superior.
Het koper werd in vorm gewerkt door verhitting, gloeien en hameren, waarbij men een verscheidenheid aan speerpunten, gereedschappen en decoratieve objecten produceerde. Naast eigen gebruik ruilden de volkeren van het kopercomplex kopergoederen voor andere exotische materialen. Tegen ongeveer 3.000 jaar BP werd het gebruik in toenemende mate beperkt tot sieraden en andere statusgerelateerde items, in plaats van gereedschappen. Aangenomen wordt dat dit de ontwikkeling van meer complexe sociale hiërarchieën in het gebied vertegenwoordigt.
Het Copper Culture State Park, in Oconto, in het noordoosten van Wisconsin, bevat een oude begraafplaats die tussen 5.000 en 6.000 jaar geleden werd gebruikt door mensen van de oude kopercultuur. Ze werd in juni 1952 ontdekt door een 13-jarige jongen die tijdens het spelen in een oude steengroeve menselijke botten vond. In juli van dat jaar werd de eerste archeologische opgraving gestart door de Wisconsin Archaeological Survey.

## Andere locaties
Koper werd verhandeld vanuit het gebied van de Grote Meren naar andere delen van Noord-Amerika. Er waren echter ook andere bronnen van koper, waaronder in de Appalachen bij de Etowah-site in Georgia. De koperen platen van de Mississippicultuur zijn gemaakt door een proces van gloeien. Oude koperen artefacten worden over een zeer breed gebied gevonden, overal in het gebied van de Grote Meren en ver naar het zuiden van de huidige Verenigde Staten.